# Evangelical Free Church of America
Die Evangelical Free Church of America (EFCA) ist eine evangelikale Kirchenvereinigung in den USA und in Kanada, die von pietistisch geprägten Christen gegründet wurde. Sie wurde 1950 aus der Swedish Evangelical Free Church und der Norwegian-Danish Evangelical Free Church Association gebildet. Sie gehört zur internationalen Vereinigung der International Federation of Free Evangelical Churches.

## Geschichte
Die Schwedische Evangelikale Freikirche mit dem Namen Swedish Evangelical Free Mission wurde im Oktober 1884 in Boone, Iowa, gegründet. Einige Kirchen waren vorher Mitglied beim Swedish Evangelical Lutheran Ansgar Synod und beim Swedish Evangelical Lutheran Mission Synod. Zusätzlich schlossen sich einige unabhängige Kirchgemeinden diesem neuen Gemeindeverband an. Im gleichen Jahr kamen zwei norwegisch-dänische Gruppen in Boston, Massachusetts, und Tacoma, Washington, zusammen. 1912 bildeten sie die Norwegian-Danish Evangelical Free Church Association.
Die schwedische und die norwegisch-dänische Freikirche schlossen sich im Juni 1950 an der Medicine Lake Conference Grounds bei Minneapolis in Minnesota zusammen. Dabei spielte der norwegisch-stämmige Pastor Arnold T. Olson (* 1910) eine wesentliche Rolle. Damals gehörten 275 lokale Kirchgemeinden zu dem neu gegründeten Gemeindeverband. Am Anfang war der Verband stark mit der Swedish Evangelical Covenant Church verbunden, da beide Kirchen die gleichen Gründer, die Mission Friends groups, hatten. Seit 1943 gehört sie zum National Association of Evangelicals, die 1942 ins Leben gerufen wurde.

## Glaubensbekenntnis
Das Glaubensbekenntnis (englisch: Statement of faith) umfasst zehn Artikel, es wurde letztmals in den Jahren 2008 und 2019 geändert und vor allem sprachlich angepasst. Es fängt mit Gott an, der als Schöpfer aller Dinge definiert wird. In den darauffolgenden Artikeln geht es um die Unfehlbarkeit der Bibel, die menschliche Beschaffenheit und Gefallenheit, Jesus Christus und sein erlösendes Werk, den Heiligen Geist und die Lehre der Dreieinigkeit, die Kirche und ihre Führung und Selbstverwaltung, Glaubenstaufe und Abendmahl, das Leben als Christ, die Rückkehr von Jesus Christus und unsere Antwort und die ewige Bestimmung (englisch: Response and Eternal Destiny).

## Struktur und Organisation
Das Wort Freikirche drückt bereits aus, dass jede lokale Kirchgemeinde über eine große Autonomie und Selbstverwaltung verfügt und auch nicht staatlicher Kontrolle unterstellt ist. Die Leitung des Gemeindeverbands EFCA trifft sich an der jährlichen Konferenz mit den Delegierten der Lokalgemeinden, Pastoren und Bibelschullehrern. Diese Konferenz wählt den Vorstand, der den Gemeindeverband führt. Der Präsident, der dem Vorstand vorsteht, koordiniert die verschiedenen Dienste und deren Vorstände. Sein Büro ist für die Ausbildung, Ordination, Führung und Weiterbildung der Pastoren zuständig und unterstützt Schlichtungen, Konfliktlösungen und Versöhnungsbemühungen in lokalen Gemeinden.
Die EFCA in den USA ist in 17 regionale Distrikte aufgeteilt, wo auch Ordination und Führung der Pastoren und Kirchen organisiert wird. Das Hauptquartier ist bei Minneapolis in Minnesota. Folgende Arbeitszweige (englisch: Ministry Sectors, Ministry Types) werden von dort aus organisiert und gefördert:
- Unterstützung der Trinity International University, der Trinity Law School in Santa Ana (Kalifornien) und der Trinity Western University in Langley, British Columbia, Kanada
- Unterstützung der Pastorenausbildung in der Trinity Evangelical Divinity School in Deerfield, Illinois
- Gemeindegründungen und Missionsarbeit weltweit
- Jüngerschaftsprogramme
- Leiterschaftstraining
- Unterricht, Programme und Unterbringung für Kinder, Jugendliche und Studenten
- Unterstützung von Seniorenwohnheimen
- Publikationen

## Mitgliederzahlen
Bei der Gründung 1950 hatte die EFCA 20,000 Mitglieder in knapp 300 Kirchgemeinden. Bis in die 1980er Jahre nahm die Zahl der Gemeinden auf 800 zu, worin über 100.000 Personen Mitglieder waren. Im Jahr 2003 gab es 300.000 Mitglieder in über 1400 lokalen Gemeinden. Im Jahr 2014 wurden 371.191 Personen in 1500 Kirchgemeinden gezählt. 1314 waren eigentliche Kirchgemeinden, 176 neu gegründete Gemeinden, 270 multiethnische Kirchen und 102 zwei- oder mehrsprachige Gottesdienste.
Die Evangelical Free Church of Canada hatte im Jahr 2004 8400 Mitglieder in 140 Gemeinden, das Hauptquartier befindet sich in Langley, British Columbia.
Die Zahl der Gemeinden in den USA hat bis im Jahr 2025 um etwa 100 zugenommen, die Mitgliederanzahl ist auf etwa 350.000 gesunken. Die meisten Kirchgemeinden befinden sich im Mittleren Westen, trotzdem hat der Bundesstaat Kalifornien mit 175 am meisten EFCA-Gemeinden. 65 % aller Kirchgemeinden arbeiten aktiv bei reachglobal, dem Missionswerk der EFCA, mit. 550 Missionare waren in über 80 Ländern tätig.

## Präsidenten
- E. A. Halleen: 1950–1951
- Arnold T. Olson: 1951–1976
- Tom McDill: 1976–1990
- Paul Cedar: 1990–1996
- William Hamel: 1996–2015 (1996 als Interimspräsident)
- Kevin Kompelien: 2015–